# Silnice 806 (Izrael)
Silnice 806 (hebrejsky כביש 806‎, Kviš 806) je regionální silnice na severovýchodě Dolní Galileje, která začíná na mimoúrovňové křižovatce Ajlabún u silnice 65 a končí na křižovatce Chalafta u silnice 85. Délka silnice je 13 km.

## Trasa silnice
| Kilometr                      | Název                           | Značení | Lokalita      | Křížení                             |
| ----------------------------- | ------------------------------- | ------- | ------------- | ----------------------------------- |
| Silnice 806 (z jihu na sever) |                                 |         |               |                                     |
| 0                             | mimoúrovňová křižovatka Ajlabún |         | Ajlabún       | silnice 65, jižní vjezd do Ajlabúnu |
| 4,4                           | křižovatka Dejr Channa          |         | nádrž Calmon  | silnice 805                         |
| 7,7                           | křižovatka bez názvu            |         | Maghar        | vjezd do mošavu Tefachot            |
| 8,2                           | křižovatka Maghar               |         | Maghar        | silnice 807                         |
| 10,2                          | křižovatka bez názvu            |         | Maghar        | vjezd do mošavu Chazon              |
| 10,8                          | křižovatka bez názvu            |         | Inbar         | vjezd do Inbar                      |
| 12,5                          | křižovatka bez názvu            |         | Kfar Chananja | vjezd do Kfar Chananja              |
| 13                            | křižovatka Chalafta             |         | Kfar Chananja | silnice 85                          |